# Sargant Fury
Sargant Fury war eine 1987 in Hannover gegründete Hardrock-Band, die sich 1995 nach der Veröffentlichung von drei Studioalben auflöste. Der Bandname war der Marvel-Comicserie Sgt. Fury and his Howling Commandos entliehen, die von 1963 bis 1981 erschienen war.

## Geschichte
Sargant Fury wurde 1987 von den Musikern Bauke De Groot (Bass), Olaf Grosser (Gitarre), Kai Steffen (Gitarre) und Schlagzeuger Heiko Heike gegründet. Die Band, zu der Zeit noch ohne Sänger, nahm ein Demoband mit dem Titel United States of Europe auf, das durch Zufall nach Großbritannien gelangte, wo es sich der in Newcastle lebende Andrew „Mac“ McDermott anhörte, der Sargant Fury seine Dienste anbot und nach Hannover zog. Das 1991 veröffentlichte Debütalbum Still Want More verhalf der Gruppe zu einem guten Start, und sie bekam die Gelegenheit, im Vorprogramm von Bands wie Thunderhead, Napalm, Ten Years After und Ian Gillan zu spielen.
Nach Veröffentlichung des zweiten Albums, das den Titel Little Fish bekam, tourte die Gruppe mit Skew Siskin, Hittman und Mental Hippie Blood. Obwohl das Album, auf welchem der gecoverte Abba Hit "Eagle" ist, durchweg positive Kritiken erhielt, blieben die Verkaufszahlen mäßig und die Band verlor ihren Plattenvertrag mit WEA. Bauke De Groot verließ die Band und stieg kurze Zeit später bei der Band Hate Squad ein. Er wurde durch Carsten Rebentisch ersetzt, der vorher bei der hannoverschen Band Lawdy gespielt hatte.
Die Band vollzog einen Stilwechsel und veröffentlichte ihr letztes Album, Turn the Page, 1995. Das Album, das zwei Coverversionen (Maniac von Michael Sembello und Can’t get Enough von Bad Company) enthält,  wurde im Wesentlichen „von Balladen und getragenen Songs“ dominiert, von „der erfrischenden Spontanität blieb nicht viel“ übrig. Noch im selben Jahr löste die Band sich auf, McDermott wurde später Sänger der Progressive-Rock-Band Threshold und verstarb am 3. August 2011 an Nierenversagen.
2009 erschien mit Do You Remember: The Anthology ein Boxset, das alle drei Alben der Band vereint.
Gründungsmitglied Bauke De Groot erlag im August 2021 einem langen Krebsleiden.

## Diskografie
- 1991: Still Want More
- 1993: Little Fish
- 1995: Turn the Page
- 2009: Do You Remember: The Anthology